# 南稚內車站

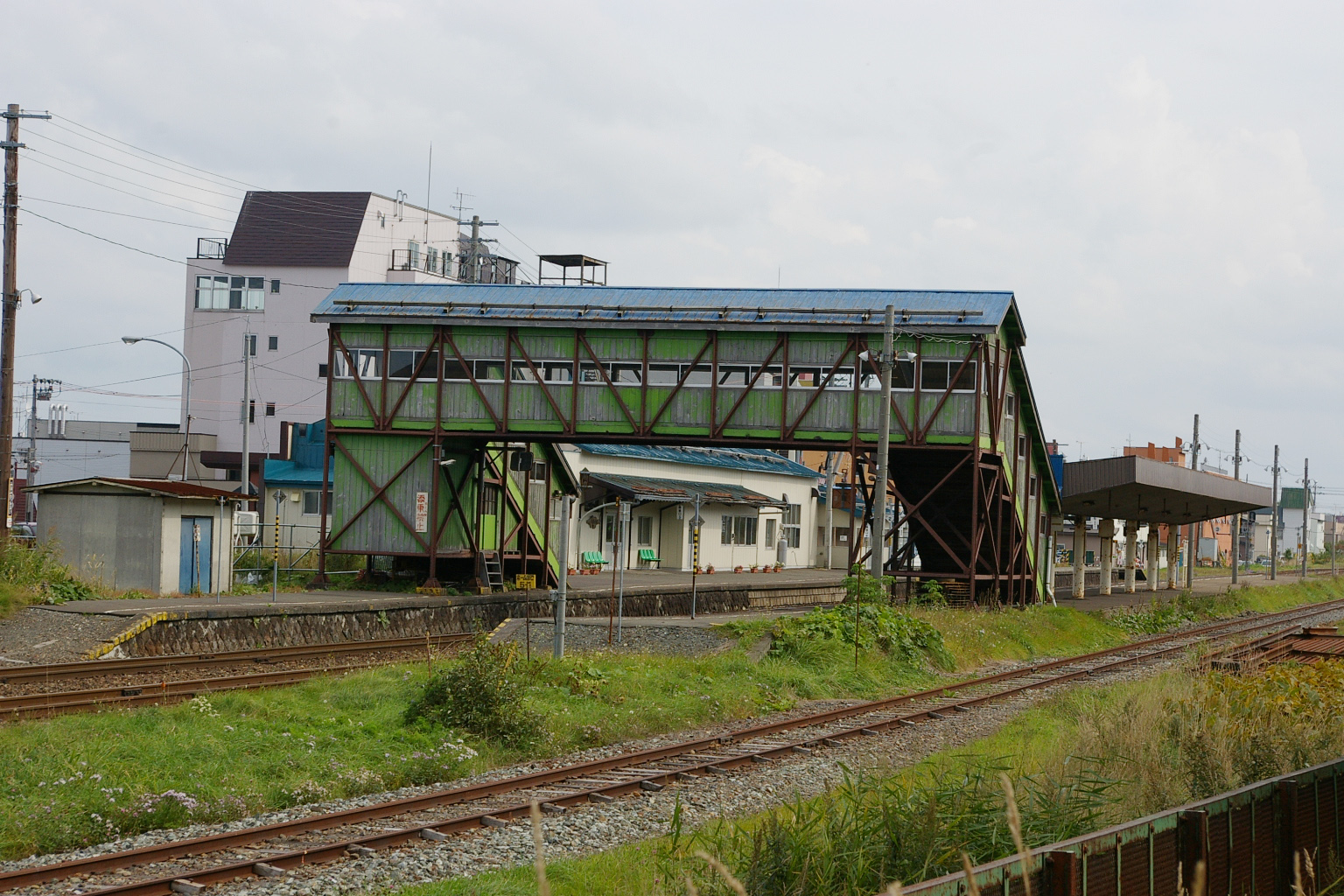
由站區內側所見到的車站建築本體

南稚內站（日语：／ Minami-wakkanai eki */?）是位於日本北海道稚內市大黑1丁目，北海道旅客鐵道（JR北海道）宗谷本線沿線的鐵路車站，車站編碼為W79。電報略號為。在1989年同屬JR北海道的天北線廢線之前，它也曾經是該線的北端終點與和宗谷本線之間的轉車站，與全日本最北的轉車站。
本車站為特急列車「宗谷」「佐呂別」的停靠車站。

## 車站構造

### 站房
單層木及磚所建站房一座，為遷站時所興建並一直使用至今。為由稚內站管理的職員配置車站。亦設有綠窗口，但服務時間只由6:10至14:00，另設有發售指定席車票的綠車票自動售票機，於6:10～18:00提供服務。

### 月台
設置側式月台及島式月台各1個，共提供2面3線的配罝。不過在現下時間表下，絕大部份班次均由側式的1號月台開出，2號月台因着來往稚內站改為單線化後，現下行時間表下、除了早上5時帶開往名寄的普通車是由本月台開出外，其餘時間大都用作稚內站清客後回本站留置、或準備開往稚內站營運的發車月台；至於島式月台最外側的原3號月台，一來部份月台邊沿已出現鬆脫，亦因業務清閒，現時只用作泊車線之月。
按2024年的發車時間表，本站現時只開車6班下行（3班特急、3班普通）和7班上行（3班特急、4班普通）的列車。
| 番線 | 路線      | 方向 | 行往                       | 備註                                   |
| ---- | --------- | ---- | -------------------------- | -------------------------------------- |
| 1・2 | ■宗谷本線 | 上行 | 幌延、名寄、旭川、札幌方向 |                                        |
| 1・2 | ■宗谷本線 | 下行 | 稚內方向                   | 只有早上首班往名寄的列車由本月台開出。 |

## 背景

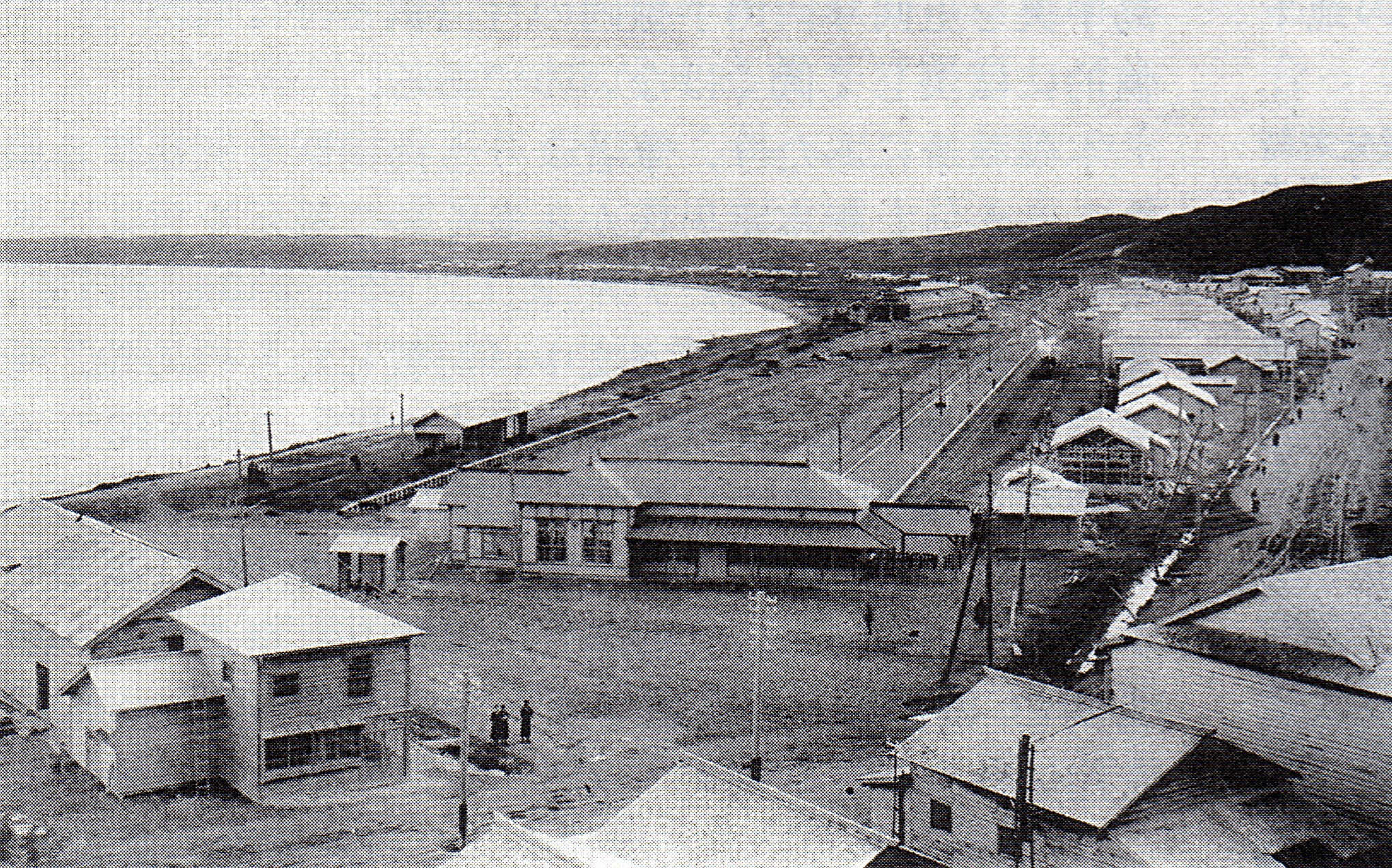
建造中的初代稚內站，可看出其為終端式車站

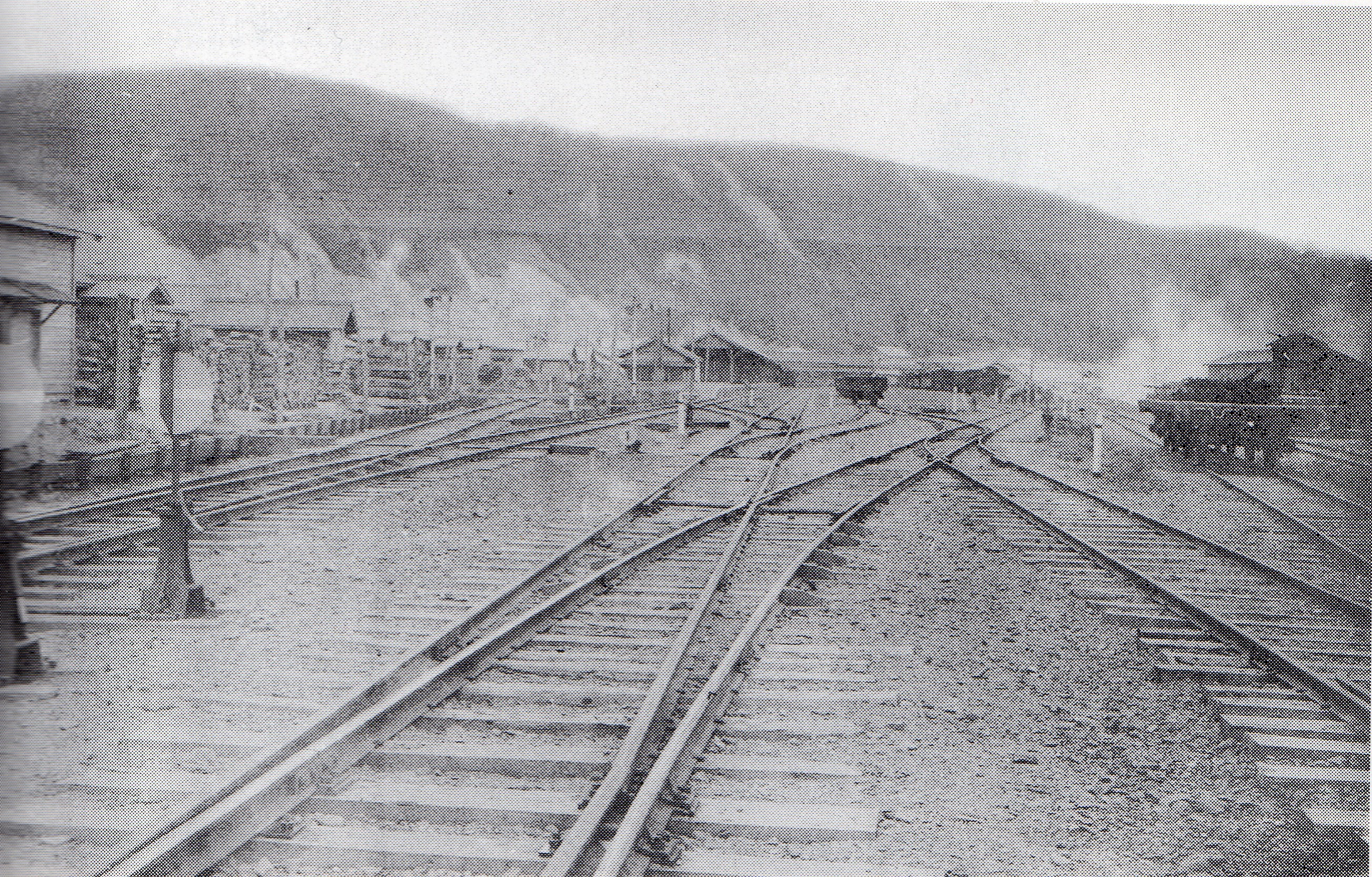
初代稚內站的軌道配置

1922年11月1日，本站因宗谷本線旭川伸延至本站而設立，稱為初代的「稚內站」。不過當時的「宗谷線」，是指由音威子府經由濱頓別抵達稚內的路線（也就是後來的天北線），而本站亦設於現今站房以北約1公里處，即現時稚內港郵局的所在地。1923年5月1日，因稚泊連絡船的開航，稚內站遂成為重要的交通樞紐，甚至曾開行由函館直達稚內的急行列車。然而，由於稚內站距離稚泊連絡船的搭船點尚有約2公里之距離，1928年路線延伸至稚內港站以方便旅客轉乘，其中更包括了當年在樺太王子製紙就職的作家宮澤賢治。
另一方面，由本站開往稚內港站的列車，必須在本站進行折返式運轉，而兩站因距離不遠，這種運轉模式帶來諸多不便。為提升交通效率，1952年11月6日，稚內市根據都市計劃，將原南稚內站重置至向南約1公里。

## 歷史
- 1922年11月1日：鐵道省宗谷本線鬼志別～本站間延伸開業設立初代稚內站[1]，並開設「稚內機關庫」。
- 1924年6月25日：天鹽北線（→天鹽線→宗谷本線）兜沼～本站通車[2]。
- 1928年12月26日：由本站延伸至稚內港站（現在的稚內站），改為中途站[3]。
- 1930年4月1日：天鹽線（音威子府 - 幌延 - 稚內）編入宗谷本線，原宗谷本線（音威子府～濱頓別～稚內）改稱為北見線（→天北線）[3]。同時修正本站與稚內港站的距離，由1.5里改為1.2公里。
- 1939年2月1日：改稱為南稚內站[3]。並編內於稚內站長管理下[4]。
- 1950年2月1日：「稚內機關庫」歸入「名寄客貨車區稚內支區」內。
- 1951年8月1日：小型貨物提取服務開始[5]。
- 1952年11月6日：站房往南方遷移約1公里處至現址。
- 1953年：完成木造站房。
- 1961年4月1日：北見線改稱為天北線。
- 1967年2月1日：重新設立站長職位，並脫離由稚内站管理[4]。
- 1975年11月：本站～稚內站間的1.1公里高架工程完成[6][7]。
- 1978年3月：站房増建工程完成[* 1]。
- 1983年4月1日：貨物提取服務取消。
- 1985年3月14日：行李提取服務取消。
- 1987年4月1日：國鐵分割民營化後成為JR北海道轄下的車站。
- 1989年4月30日：天北線廢線[8][9]。
- 1991年11月13日：開設「宗谷北線運輸營業所」。稚內運轉所、稚內工務所統合，由本站管理。
- 2004年3月13日：南稚內站改由稚內站管理。原南稚內站司機則併入宗谷北線營業所。
- 2005年：裁撤南稚內站站長，改由稚內站管理，但很快就因稚內站將業務移管而間接地恢復。
- 2011年3月31日：車站內的鐵路便利店Kiosk（キヨスク）閉店。
- 2016年4月1日：屬本站的工務社員（即稚內工務所）與原屬名寄保線所「稚内保線管理室」分離。

## 使用人數
| 乘車人員推算 | 乘車人員推算 |
| 年度         | 1日平均人數  |
| ------------ | ------------ |
| 2009         | 120          |
| 2010         | 120          |
| 2011         | 111          |
| 2012         | 102          |
| 2013         | 85           |
| 2014         | 81           |
| 2015         | 86           |
| 2016         | 83           |
| 2017         | 76           |
| 2018         | 69           |
| 2019         | 64           |
| 2020         | 39           |
| 2021         | 41           |
| 2022         | 45           |

## 車站週邊
原本為稚內市的郊外地帶，但因人口不斷遷移，令車站附近變成市中心的一部份。車站附近亦有多間的學校，包括* 北海道稚内高等學校、稚内大谷高等學校、稚内市立稚内南中學校、稚内市立稚内南小學校及稚内市立稚内港小學校等。

### 巴士路線
- 宗谷巴士（日语：宗谷バス）「南站前」（市內線在車站旁，而市外線在國道40線旁）

## 相鄰車站
北海道旅客鐵道（JR北海道）
■宗谷本線
■特急「宗谷」、「佐呂別」
豐富（W74） - 南稚內（W79）- 稚內（W80）
■普通
勇知（W77）－南稚內（W79）－稚內（W80）

### 曾經存在的路線
北海道旅客鐵道（JR北海道）
天北線
宇遠內－南稚內

## 外部連結
- （日語）JR北海道 – 南稚内站（页面存档备份，存于）
- （日語）全驛參觀之旅（页面存档备份，存于）